# Port lotniczy Berdiańsk
Port lotniczy Berdiańsk (ukr. Міжнародний аеропорт Бердянськ, ang. Berdyansk Airport, kod IATA: ERD, kod ICAO: UKDB) – krajowe lotnisko w Berdiańsku, na Ukrainie.

## Incydenty i wypadki
W dniu 19 czerwca 1987 r. Jak-40 linii Areofłot przeleciał nad pasem startowym, uderzył w przeszkody i zapalił się, zabijając osiem osób na pokładzie. Samolot został spisany na straty. 